# São Jerónimo no deserto (Leonardo da Vinci)
São Jerónimo (português europeu) ou Jerônimo (português brasileiro) no deserto é uma pintura de Leonardo da Vinci. Na época da pintura desta obra Leonardo da Vinci estava em Milão, contudo deixou um trabalho inacabado, mas que mesmo assim nos revela algumas das características essenciais do artista. Nos mostra São Jerônimo em uma pose dramática, com o braço direito estendido segurando uma pedra a qual golpeia o próprio peito, à entrada da caverna escura e demostra a atenção do pintor ao voltar para a pintura anos após seu começo, ao adicionar conhecimentos de anatomia, realizados em 1510. A obra foi muito danificada, parte dela tendo sido aparentemente usada como tampo de mesa antes de ser resgatada e, até certo ponto, restaurada.
Mede 103 centímetros por 75, e foi feita em têmpera e óleo sobre madeira; encontra-se atualmente na Pinacoteca do Museu Vaticano.